# Richard T. Castro
Richard Thomas Castro (1946 - 13 de abril de 1991), un activista educacional en favor de los derechos civiles, fue director de la Agencia para Derechos Humanos y Relaciones Comunitarias, (o en inglés, Denver's Agency for Human Rights and Community Relations)
en el momento de su muerte causada por un aneurisma. En los 1970, Castro había sido el Presidente de una organización de barrios de Denver, West Side Coalition. Durante ese tiempo, él era el sujeto de un intento de ataque de dinamita en su casa, pretendidamente por los radicales Chicanos asociados con los miembros de Crusade for Justice. 
Castro era  representante del estado de Colorado, elegido por primera vez en 1974 a la edad de 25 años. Castro fue uno los primeros instructores de lo que actualmente es el Departamento de Estudios Chicanos/as de Metropolitan State University of Denver, donde él está honrado por el Richard T. Castro Distinguished Visiting Professorship. Castro se opuso a la propuesta de la enmienda "Say it In English."
La escuela Rich Castro Elementary School en Denver lleva su nombre y también el edificio Richard T. Castro Office Building ubicado a 1200 Federal Boulevard, Denver. Un busto conmemorativo de Castro, esculpido por el artista Emanuel Martinez, se ubica en la rotunda del Capitolio del Estado de Colorado.

## Citations
1. ↑  https://web.archive.org/web/20091223004321/http://www.denvergov.org/Default.aspx?alias=www.denvergov.org%2Fhumanrights
2. ↑  http://www.9news.com/life/programming/shows/mornings/pioneers/article.aspx?storyid=86867&catid=506 (enlace roto disponible en Internet Archive; véase el historial, la primera versión y la última).
3. ↑  «Richard T. Castro Distinguished Visiting Professorship». Archivado desde el original el 3 de enero de 2010. Consultado el 29 de diciembre de 2009.
4. ↑  Newsweek: 22. 20 de febrero de 1989.
5. ↑  https://web.archive.org/web/20110813054902/http://castro.dpsk12.org/stories/storyReader$8